# Плескот, Йосеф
ing.arch. Йосеф Плескот (чеш. Josef Pleskot; род. 3 декабря 1952, Писек) — чешский архитектор. В 2009 году по версии журнала Reflex (проводился опрос специалистов-архитекторов) Плескот был назван самым значимым чешским архитектором последних 20 лет.
Йосеф окончил факультет архитектуры Чешского технического университета в 1979 году. Потом до 1990 года работал в Районном проектировочном институте (чеш. Krajský projektový ústav) в Праге. В 1991 году основал ателье AP-ATELIER с штаб-квартирой бывшей фабрике в Голешовице.
В своем творчестве Плекот вдохновлялся современными чешскими традициями, в 80-х годах пробовал такие стили, как постмодернизм и неофункционализм.

## Некоторые реализованные проекты
- 1989 Среднее специальное училище в Бенешове
- 1993 фабрика Megafyt R в Вране-над-Влтавоу (1-й этап)
- 1995 вилла в Вране-над-Влтавоу
- 1995 реконструкция ратуши в Бенешове
- 1995 реконструкция Львиного двора в Пражском Граде
- 1995 фабрика Megafyt R в Вране-над-Влтавоу (2-й этап)
- 1999 жилой дом в Гораждёвице
- 2000 офисное здание BDO в Праге
- 2000 административный центр Palmovka-park в Либени (район Праги)
- 2001 Генеральное консульство ЧР в Мюнхене
- 2002 проход под Пороховым мостом у Пражского Града
- 2002 жилые дома в Литомышли
- 2002 перестройка жилого района в Литомышли
- 2002 работы с побережьем реки Лоучна в Литомышли
- 2004 устройства для зверей в Пражском зоопарке
- 2006 Центральный офис ČSOB Group в Радлице (район Праги)
- 2006 реконструкция пивоварни замка в Литомышли
- 2007 винный дом Sonberk в Попице
- 2008 крыша над двором Ностицова дворца для Министерства культуры ЧР в Праге

## Некоторые награды
- 1993 Grand Prix architektů — похвальный отзыв (фабрика Megafyt R в Вране-над-Влтавоу, 1-й этап)
- 1995 Grand Prix architektů — главный приз (реконструкция ратуши в Бенешове)
- 1995 Grand Prix architektů — похвальный отзыв (вилла в Вране-над-Влтавоу)
- 1995 Grand Prix architektů — похвальный отзыв (реконструкция Львиного двора в Пражском Граде)
- 1999 Grand Prix architektů — похвальный отзыв (Галерея AP в Праге)
- 2000 Grand Prix architektů — приз (жилой дом в Гораждовице)
- 2000 Grand Prix architektů — приз (проход под Пороховым мостом у Пражского Града)
- 2003 премия Мис ван дер Роэ[англ.] — финалист (проход под Пороховым мостом у Пражского Града)
- 2004 Награда Brick Award — главный приз (проход под Пороховым мостом у Пражского Града)
- 2004 Piranesi Award — похвальный отзыв (Генеральное консульство ЧР в Мюнхене)
- 2008 Grand Prix architektů — главный приз (Центральный офис ČSOB Group в Радлице (район Праги))
- 2008 Leadership in Energy and Environmental Design[англ.] — Золотой сертификат (Центральный офис ČSOB Group в Праге)
- 2009 премия Мис ван дер Роэ — номинация (Центральный офис ČSOB Group в Праге)